# Oleksandr Zinchenko (cầu thủ bóng đá)
Oleksandr Volodymyrovych Zinchenko (tiếng Ukraina: Олександр Володимирович Зінченко; sinh ngày 15 tháng 12 năm 1996) là một cầu thủ bóng đá chuyên nghiệp người Ukraina hiện đang thi đấu cho câu lạc bộ Premier League Arsenal và đội tuyển bóng đá quốc gia Ukraina ở vị trí hậu vệ trái hoặc tiền vệ.
Zinchenko bắt đầu sự nghiệp tại đội bóng Russian Premier League Ufa trước khi gia nhập Manchester City vào năm 2016 với mức phí trong khoảng 1 triệu bảng. Dưới thời Pep Guardiola, anh cùng với câu lạc bộ giành được bốn cúp Premier League, bốn cúp EFL và một cúp FA, trước khi chuyển sang khoác áo cho Arsenal vào năm 2023. 
Là tuyển thủ Ukraina chính thức kể từ năm 2015, Zinchenko đã đại diện cho đất nước tham dự tại ba kỳ UEFA Euro vào các năm 2016, 2020 và 2024.

## Đầu đời
Zinchenko sinh ra ở Radomyshl, Zhytomyr Oblast, Ukraina.

## Sự nghiệp câu lạc bộ

### Sự nghiệp ban đầu

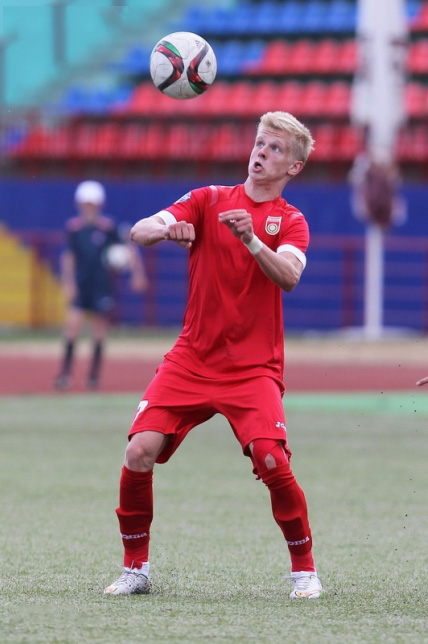
Zinchenko chơi cho Ufa năm 2015

Zinchenko là sản phẩm của Trường Thiếu niên Sporitve Karpatiya ở quê hương Radomyshl (với huấn luyện viên đầu tiên Serhiy Boretskyi), FC Monolit Illichivsk và FC Shakhtar Donetsk.
Anh ra mắt giải Ngoại hạng Nga cho Ufa vào ngày 20 tháng 3 năm 2015 trong trận đấu với FC Krasnodar.

### Manchester City

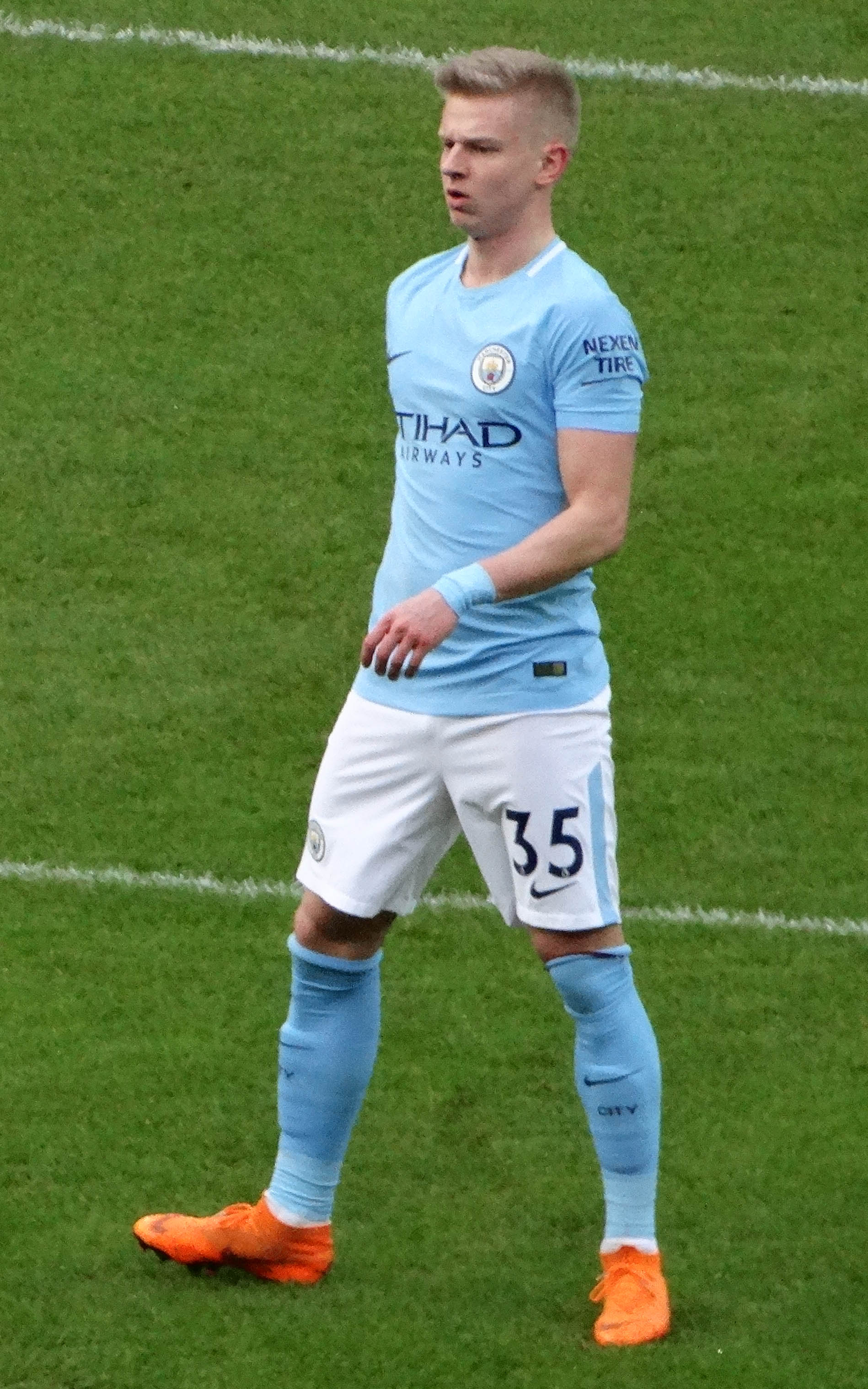
Zinchenko chơi cho Manchester City năm 2018

Vào ngày 4 tháng 7 năm 2016, Zinchenko đã ký hợp đồng với câu lạc bộ Premier League Manchester City với mức phí không được tiết lộ, nhiều người say đoán cho là khoảng £ 1,7   triệu. Động thái khiến nhiều người ngạc nhiên. Tuy nhiên, anh được một tuyển trạch viên bóng đá Nga mô tả là một "tài năng thực sự", câu lạc bộ Bundesliga Borussia Dortmund cũng theo dõi anh.
Zinchenko đã được cho mượn câu lạc bộ Eredivisie PSV Eindhoven vào ngày 26 tháng 8, cho mùa 2016-17. Anh ra mắt vào ngày 1 tháng 10, như một sự thay thế trong trận hòa 1-1 trước SC Heerenveen.
Zinchenko trở lại Manchester City trong mùa giải 2017-18 và ra mắt vào ngày 24 tháng 10 năm 2017, chơi toàn bộ trận đấu bao gồm cả hiệp phụ trong trận hòa 0-0 với Wanderers Wanderers ở EFL Cup. Anh xuất hiện lần đầu tiên tại Premier League vào ngày 13 tháng 12 năm 2017, bước khi ra khỏi băng ghế dự bị trong chiến thắng 4-0 trên sân khách của Swansea City.
Vào ngày 18 tháng 12 năm 2017, Zinchenko đã ghi bàn thắng đá phạt với Leicester City sau khi bế tắc 1-1 trong thời gian quy định, đưa Manchester City vào bán kết EFL Cup.
Zinchenko đã có chấn thương cho hậu vệ trái Benjamin Mendy và Fabian Delph, đưa vào một số màn trình diễn nhất quán ở vị trí này.
Zinchenko đã xuất hiện lần đầu tiên trong mùa giải 2018-19 trong chiến thắng 3-0 trên sân khách của Oxford United ở EFL Cup. Trong cùng một tuần, anh ấy đã bắt đầu giải đấu đầu tiên của mùa giải trong chiến thắng 2-0 trên sân nhà trước Brighton & Hove Albion, do chấn thương của Mendy và Delph.
Zinchenko đã ghi bàn thắng đầu tiên cho Manchester City trong trận bán kết EFL Cup với Burton Albion vào ngày 9 tháng 1 năm 2019, một chiến thắng trên sân nhà 9-0.
Vào tháng 6 năm 2019, anh đã ký hợp đồng mới với câu lạc bộ, để giữ anh bên họ đến năm 2024. Vào ngày 25 tháng 10 năm 2019, Zinchenko đã phẫu thuật đầu gối ở Barcelona. Huấn luyện viên của Manchester City, Pep Guardiola nói rằng quá trình hồi phục chấn thương sẽ mất từ 5 đến 6 tuần: "Anh ấy đã tiếp xúc với đầu gối. Anh cảm thấy có gì đó trong xương và phải dừng lại. Anh có một cái gì đó để làm sạch đầu gối. Đó không phải là một vấn đề lớn. Năm hoặc sáu tuần. "  Vào đầu tháng 12 năm 2019, Zinchenko trở lại tập luyện đầy đủ. Vào ngày 11 tháng 12 năm 2019, anh đã chơi trận đầu tiên sau chấn thương trước Dinamo Zagreb. Vào ngày 4 tháng 1 năm 2020, Zinchenko đã đưa Manchester City vượt lên dẫn trước trong trận đấu với Port Vale ở FA Cup, kết thúc với tỷ số 4-1. Đó là mục tiêu sự nghiệp thứ hai của anh ấy.
Năm 2022, trong bối cảnh Putin đã phát động một chiến dịch quân sự chống lại Ukraine, trên tài khoản cá nhân của mình, Zinchenko chúc Putin 'một cái chết đau khổ', tuy nhiên bài đăng đã bị Instagram xóa.

### Arsenal
Vào ngày 22 tháng 7 năm 2022,Arsenal xác nhận đã hoàn tất bản hợp đồng chiêu mộ Zinchenko từ Manchester City với mức phí 30 triệu bảng kèm thêm 2 triệu bảng phụ phí.Bản hợp đồng giữa Zinchenko và Arsenal sẽ kéo dài đến năm 2026.Anh có trận ra mắt trong chiến thắng 2-0 của Arsenal trước Crystal Palace

## Sự nghiệp quốc tế
Anh ra mắt trận đấu quốc tế ở vòng loại UEFA Euro 2016 với Tây Ban Nha vào ngày 12 tháng 10 năm 2015. Zinchenko đã ghi bàn thắng quốc tế đầu tiên trong trận giao hữu với các nước láng giềng Rumani ở Torino, mà Ukraina đã thắng 4-3 vào ngày 29 tháng 5 năm 2016. Anh cũng trở thành cầu thủ trẻ nhất của Ukraina để ghi một bàn thắng quốc tế ở tuổi 19 và 165 ngày, phá kỷ lục được làm từ năm 1996 bởi Andriy Shevchenko.
Zinchenko được đưa vào đội tuyển Ukraina tại Euro 2016, xuất hiện như một sự thay thế cho Viktor Kovalenko trong cả hai trận đấu đầu tiên của Ukraina, Đức và Bắc Ireland mạnh đến nỗi Ukraina không thể ghi bàn và là đội đầu tiên bị loại.
Tại Euro 2020, Zinchenko chỉ có được một bàn thắng trong trận thắng 2-1 trước Thụy Điển ở vòng 16 đội. 
Tại Euro 2024,Zichenko cùng đồng đội đã giành được 4 điểm ở vòng bảng nhưng vẫn bị loại trở thành đội đầu tiên bị loại khi đã có 4 điểm kể từ khi Euro nâng số đội lên 24 đội 

## Thống kê sự nghiệp

### Câu lạc bộ
Tính đến ngày 23 tháng 5 năm 2021
| Câu lạc bộ          | Mùa giải            | Giải đấu               | Giải đấu | Giải đấu | Cúp quốc gia | Cúp quốc gia | Cúp liên đoàn | Cúp liên đoàn | Châu Âu | Châu Âu | Khác | Khác | Tổng cộng | Tổng cộng |
| Câu lạc bộ          | Mùa giải            | Hạng                   | Trận     | Bàn      | Trận         | Bàn          | Trận          | Bàn           | Trận    | Bàn     | Trận | Bàn  | Trận      | Bàn       |
| ------------------- | ------------------- | ---------------------- | -------- | -------- | ------------ | ------------ | ------------- | ------------- | ------- | ------- | ---- | ---- | --------- | --------- |
| Ufa                 | 2014–15             | Russian Premier League | 7        | 0        | 0            | 0            | —             | —             | —       | —       | —    | —    | 7         | 0         |
| Ufa                 | 2015–16             | Russian Premier League | 24       | 2        | 2            | 0            | —             | —             | —       | —       | —    | —    | 26        | 2         |
| Ufa                 | Tổng cộng           | Tổng cộng              | 31       | 2        | 2            | 0            | —             | —             | —       | —       | —    | —    | 33        | 2         |
| PSV (mượn)          | 2016–17             | Eredivisie             | 12       | 0        | 1            | 0            | —             | —             | 4       | 0       | —    | —    | 17        | 0         |
| Jong PSV (mượn)     | 2016–17             | Eerste Divisie         | 7        | 0        | —            | —            | —             | —             | —       | —       | —    | —    | 7         | 0         |
| Manchester City     | 2016–17             | Premier League         | 0        | 0        | —            | —            | —             | —             | 0       | 0       | —    | —    | 0         | 0         |
| Manchester City     | 2017–18             | Premier League         | 8        | 0        | 1            | 0            | 4             | 0             | 1       | 0       | —    | —    | 14        | 0         |
| Manchester City     | 2018–19             | Premier League         | 14       | 0        | 4            | 0            | 6             | 1             | 5       | 0       | 0    | 0    | 29        | 1         |
| Manchester City     | 2019–20             | Premier League         | 19       | 0        | 1            | 1            | 2             | 0             | 2       | 0       | 1    | 0    | 25        | 1         |
| Manchester City     | 2020–21             | Premier League         | 20       | 0        | 1            | 0            | 2             | 0             | 8       | 0       | —    | —    | 31        | 0         |
| Manchester City     | Tổng cộng           | Tổng cộng              | 61       | 0        | 7            | 1            | 14            | 1             | 16      | 0       | 1    | 0    | 99        | 2         |
| Tổng cộng sự nghiệp | Tổng cộng sự nghiệp | Tổng cộng sự nghiệp    | 111      | 2        | 10           | 1            | 14            | 1             | 20      | 0       | 1    | 0    | 156       | 4         |

### Quốc tế
Tính đến ngày 26 tháng 3 năm 2024
| Đội tuyển quốc gia | Năm  | Trận | Bàn |
| ------------------ | ---- | ---- | --- |
| Ukraina            |      |      |     |
| 2015               | 1    | 0    |     |
| 2016               | 10   | 1    |     |
| 2017               | 2    | 0    |     |
| 2018               | 10   | 1    |     |
| 2019               | 8    | 2    |     |
| 2020               | 4    | 1    |     |
| 2021               | 13   | 3    |     |
| 2022               | 2    | 0    |     |
| 2023               | 8    | 1    |     |
| 2024               | 2    | 0    |     |
| Tổng               | Tổng | 60   | 9   |

### Bàn thắng quốc tế
Tính đến ngày 16 tháng 11 năm 2021.
| # | Ngày                 | Địa điểm                                                       | Số trận | Đối thủ              | Bàn thắng | Kết quả | Giải đấu                      |
| - | -------------------- | -------------------------------------------------------------- | ------- | -------------------- | --------- | ------- | ----------------------------- |
| 1 | 29 tháng 5 năm 2016  | Sân vận động Olimpico Grande Torino, Turin, Ý                  | 2       | România              | 2–1       | 4–3     | Giao hữu                      |
| 2 | 6 tháng 9 năm 2018   | Sân vận động Městský fotbalový, Uherské Hradiště, Cộng hòa Séc | 18      | Séc                  | 2–1       | 2–1     | UEFA Nations League 2018–19   |
| 3 | 7 tháng 9 năm 2019   | Sân vận động LFF, Vilnius, Litva                               | 28      | Litva                | 1–0       | 3–0     | Vòng loại UEFA Euro 2020      |
| 4 | 10 tháng 9 năm 2019  | Dnipro-Arena, Dnipro, Ukraina                                  | 29      | Nigeria              | 1–2       | 2–2     | Giao hữu                      |
| 5 | 3 tháng 9 năm 2020   | Arena Lviv, Lviv, Ukraina                                      | 32      | Thụy Sĩ              | 2–1       | 2–1     | UEFA Nations League 2020–21   |
| 6 | 7 tháng 6 năm 2021   | Sân vận động Metalist, Kharkiv, Ukraina                        | 39      | Síp                  | 2–0       | 4–0     | Giao hữu                      |
| 7 | 29 tháng 6 năm 2021  | Hampden Park, Glasgow, Scotland                                | 43      | Thụy Điển            | 1–0       | 1–1     | UEFA Euro 2020                |
| 8 | 16 tháng 11 năm 2021 | Sân vận động Bilino Polje, Zenica, Bosna và Hercegovina        | 46      | Bosna và Hercegovina | 1–0       | 2–1     | Vòng loại FIFA World Cup 2022 |
| 9 | 9 tháng 9 năm 2023   | Sân vận động Wrocław, Wrocław, Ba Lan                          | 54      | Anh                  | 1–0       | 1–1     | Vòng loại UEFA Euro 2024      |

## Danh hiệu
Manchester City
- Premier League: 2017–18, 2018–19, 2020–21, 2021–22[32]
- FA Cup: 2018–19[33]
- EFL Cup: 2017–18,[34] 2018–19,[35] 2019–20,[36] 2020–21[37]
- FA Community Shield: 2019[38]

#### Arsenal
- FA Community Shield: 2023